# Norbert Tschirpke

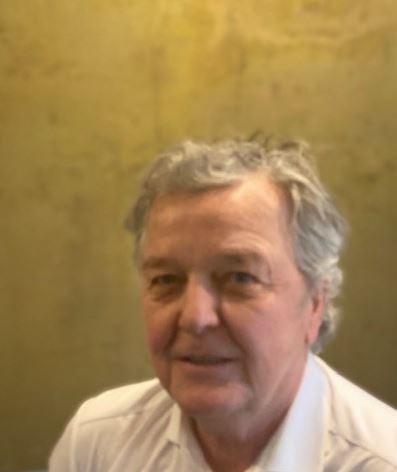
Norbert Tschirpke (2023)

Norbert Tschirpke (* 19. September 1957 in Hamm) ist ein deutscher Künstler und Kulturmanager.

## Leben
Norbert Tschirpke studierte von 1981 bis 1986 an der Kunstakademie Münster bei Ulrich Erben „Freie Kunst“ und schloss das Studium als Meisterschüler mit dem Akademiebrief mit Auszeichnung ab. Parallel studierte er ab 1979 Biologie, Pädagogik und Philosophie an der Universität Münster (Abschluss 1983). 1998 promovierte Tschirpke bei Bazon Brock mit einer kultursoziologischen Arbeit über das Kulturprojekt „Nachbar Amerika – Kultursommer Rheinland-Pfalz 1995“ zum Dr. phil. Tschirpke lebt in Soest und in Kuşadası (Türkei).

## Schaffen und Werk
Sein Hauptwerk – Zeichnung und Malerei – kombiniert im Sinne konzeptioneller Kunst verschiedene Ansätze zur Realität/Abbildfunktion.
Der Zyklus „Herrscher und Heilige“ aus dem Jahr 1990 kombiniert Malerei und Denken in performativer Weise, indem sich z. B. der Demokrat als Betrachter entgegen dessen politischer Positionierung vor dem am unteren Bildrand befindlichen Herrscher verbeugt, um die Malerei zu betrachten – Ästhetik steht damit als Steuerungsfunktion prioritär über Strategien der Politik.

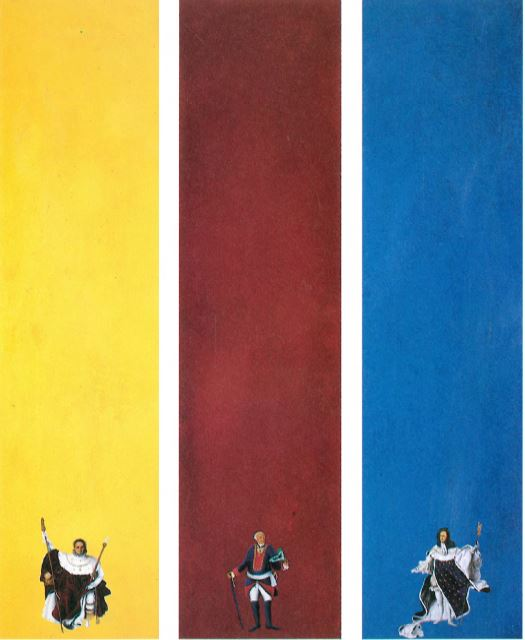
Drei Ölgemälde „Napoleon I., Carl Friedrich von Wolffersdorf, Ludwig XV.“ von Norbert Tschirpke

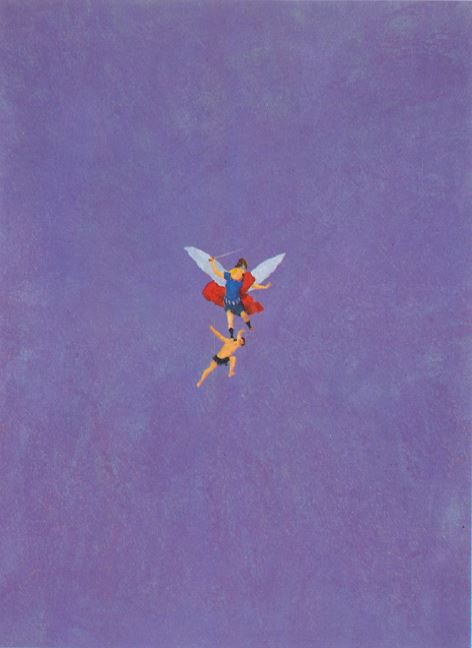
Ölgemälde Erzengel Michael (1989)

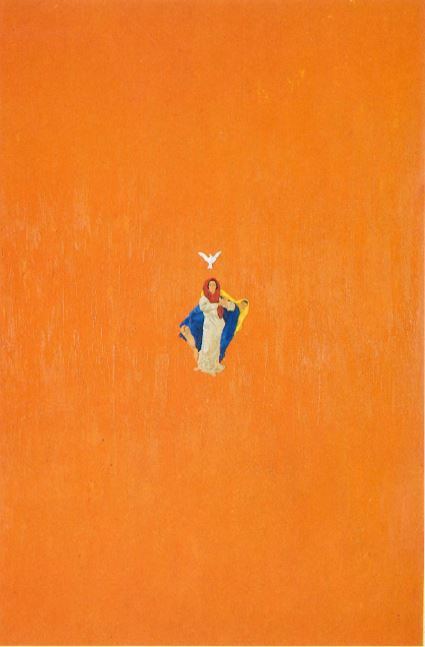
Ölgemälde Immaculata (1989)

Die Düsseldorfer Kunstkritikerin Helga Meister beschreibt seinen künstlerischen Ansatz im Katalog zur Ausstellung im Kunstverein Greven 1992 so: „Eine Kunst mit Methode. Wie kann ich Monochromie und perfekte Illusionsmalerei mit Licht und Schatten zur Einheit bringen? Es ist wie mit dem Studium. Man kniet sich in die Biologie und in die Kunstgeschichte, um zu guter Letzt Maler zu werden. Da zieht jemand aus, um mit dem Pinsel in der Hand die verschiedenen Arten des Denkens zu verknüpfen.“
Sein Werk ist im „Künstlerlexikon für Münster und Umgebung“ dokumentiert.
Bereits 1991 hat sich Tschirpke der kulturtheoretischen Arbeit zugewendet und verschiedene Großprojekte, u. a. den Kulturteil für den „West-Ost-Wirtschaftsgipfel 1992“ in Münster, organisiert.
Es folgten verschiedene Projekte (CULTEC 93, 1200 Jahre Stadtjubiläum der Stadt Münster) sowie der Versuch, das Projekt „Verhüllter Reichstag“ von Christo als Ausstellungsprojekt des Modells in Deutschland zu präsentieren.
Es folgten mehrere Stationen im Bereich Marketing von Kulturveranstaltungen in Köln und Mainz für den Kultursommer Rheinland-Pfalz.
Von 1997 bis 2007 hat Tschirpke ein Zentrum zur Förderung besonders benachteiligter junger Menschen im nordrhein-westfälischen Werl aufgebaut und geleitet und hier verschiedene Best-Practice-Modellprojekte umgesetzt. So wurden z. B. im Werler Bildungszentrum von 2001 bis 2006 in Kooperation mit der Agentur für Arbeit Soest der Modellversuch „Förderung aus einem Guss“ und zu diesem Projekt dann auch bundesweite Seminare zur Operationalisierung des Modellversuches in der Praxis durchgeführt. Ein Projektbeispiel einer Integration von Kulturarbeit/Kulturmanagement und Sozialer Arbeit ist das Projekt „Tag gegen Gewalt von rechts“, das am 20. Mai 2001 unter Mitwirkung des Popstars Sasha und des Regisseurs Benjamin Reding stattfand und auch überregionale Beachtung fand.
Anschließend führte Tschirpke seine Konzepte als Geschäftsführer des Berufsbildungszentrums der Kreishandwerkerschaft Hellweg-Lippe in Soest weiter. Sein dort entwickeltes Projekt zur Fachkräftesicherung „Meister statt Master“ zur Integration von Studienabbrechern ins Handwerk wurde auch bundesweit umgesetzt. Ende 2012 konzipierte Tschirpke im Bereich der internationalen Berufsbildung ein Projekt zur Schulung indischer Ingenieure in den Bereichen KFZ-Mechatronik und Metallverarbeitung. Das Projekt wurde im November und Dezember 2012 erfolgreich durchgeführt.
Parallel arbeitete er von 2007 bis 2014 als Lehrbeauftragter an der Fachhochschule Südwestfalen im Studiengang „Business administration with informatics“.
Gemeinsam mit Wissenschaftlern und Architekten hat Tschirpke bereits 2015 Wasserstoff als Speichermedium im Geschosswohnungsbau verwendet, die Machbarkeit in einer Studie im Auftrag des Landes Nordrhein-Westfalen nachgewiesen und verschiedene Umsetzungsprojekte initiiert.
Von 2017 bis 2020 arbeitete Tschirpke für eine transkontinentale Nichtregierungsorganisation (Europa–Nigeria) und hat hier u. a. ein technisches Bildungszentrum (Africantide Technical Training & Education Center) zur Ausbildung von Solartechnikern in der Hauptstadt des nigerianischen Bundesstaates Bayelsa in Yenagoa, Nigerdelta aufgebaut.
Tschirpke lebt nunmehr in Kuşadası (Türkei) und hat seine künstlerischen Aktivitäten wieder aufgenommen. Im Juli 2024 hat er einen Kunstpreis der Lumen Art Gallery in der Türkei erhalten.

## Ausstellungen
Einzelausstellungen:

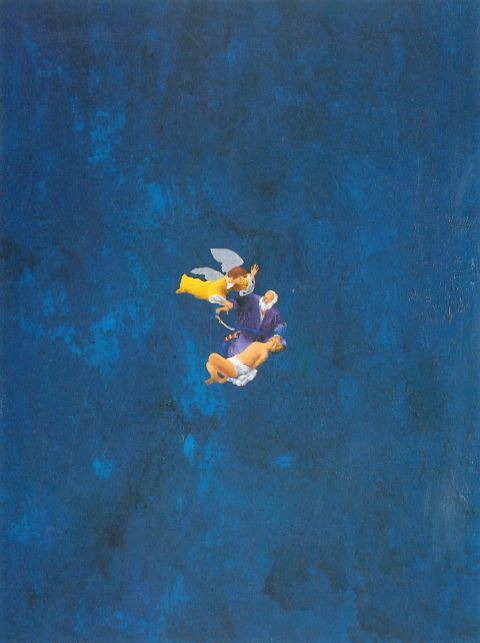
Ölgemälde Isaak (1989), ausgestellt 1990 im Gustav-Lübcke-Museum Hamm

- 1990: Städt. Gustav-Lübcke-Museum, Hamm[17]
- 1990: Galerie Hake, Wiesbaden
- 1991: Galerie Ilverich, Düsseldorf
- 1992: „für Viktoria“, Kunstverein Greven[3]
- 2002: „für Vinzent“, Städtisches Museum Am Rykenberg – Wendelin-Leidinger-Haus und Kunstverein der Stadt Werl

Ausstellungsbeteiligungen:
- 1987: „Klasse“-Ausstellung im Künstlerhaus Dortmund
- 1987: Förderpreisausstellung des Fördervereins der Kunstakademie Münster
- 1988: „Klasse“-Ausstellung im Kunstverein Gelsenkirchen
- 1988: Sickinger-Kunstpreisausstellung im Museum Pfalzgalerie Kaiserslautern
- 1989: Kunstverein Greven (mit Wölk und Bause)[18][19]
- 1989: Förderpreisausstellung für junge Kunst des Landkreises Miltenberg
- 1989: „Summertime“, Hachmeister Galerie, Münster
- 1989: „Zeichnungen und Druckgrafik von Paladino bis Picasso“, Galerie Siegert, Basel
- 1990: Edition 1/90, Basel, Hachmeister Galerie, Münster
- 1990: Karl-Schwesig-Preisausstellung im Kunstmuseum Gelsenkirchen[20]
- 1991: „Das Wesen des Schönen“, the Ginza Art Space and Shiseido Gallery, Tokio[21]
- 1991: Editionen '91, Hachmeister Galerie, Münster[22]
- 1991: Karl-Schwesig-Preisausstellung, Städtische Galerie Bergkamen[20]
- 1991: Edition 2/91, Basel, Hachmeister Galerie
- 1991: Wilhelm-Morgner-Preisausstellung, Soest[23]
- 1996: „Der Weg zum Kreuz“, Kunstverein Greven
- 2008: „Wertpapiere“, Kunstverein Drensteinfurt
- 2015: „Der Trip“, Hachmeister Galerie, Münster
- 2021: „Exit 2021“, Hachmeister Galerie, Münster[24]
- 2024: Lumen Art Gallery, Kuşadası (Türkei)

## Arbeiten in Sammlungen
- Hypovereinsbank München
- Sammlung der Deutschen Bank
- Museum Pfalzgalerie Kaiserslautern
- Gustav-Lübcke-Museum Hamm
- Kunstverein Greven
- Sparkasse Ahlen
- verschiedene Privatsammlungen

## Stipendien und Preise
- 1987: Förderpreis des Fördervereins der Kunstakademie Münster
- 1989–1991: Atelierstipendium der Stadt Münster
- 2024: Kunstpreis der Lumen Art Gallery, Kuşadası (Türkei)

## Galerie

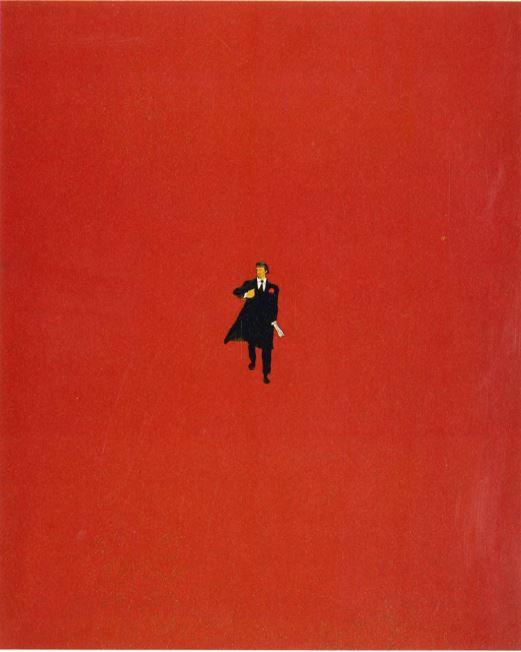
Ölgemälde Lenin (1989)
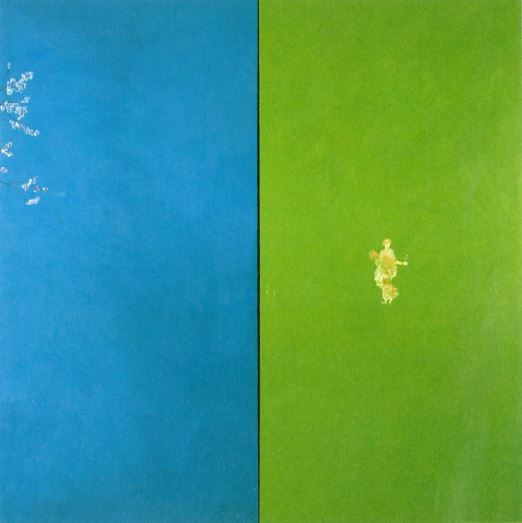
Mischtechnik/Leinwand Frau und Blüte (1987)
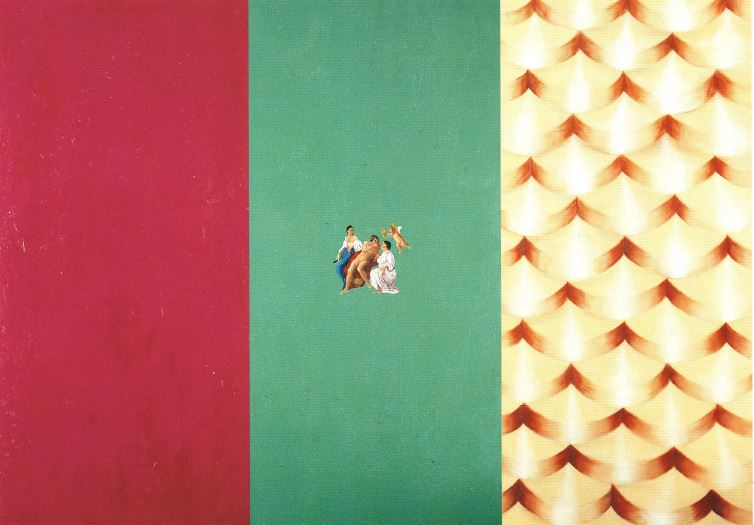
Ölgemälde Mann mit zwei Frauen und Engel (1991)
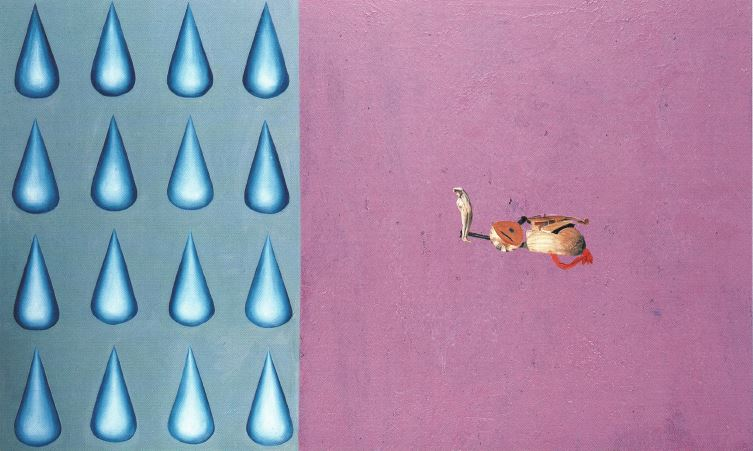
Ölgemälde Instrumente (1992)